# 제19회 대구단편영화제
제19회 대구단편영화제는 2018년 8월 9일에 열린 시상식이다.

## 수상 및 후보

### 대상
- 종말의 주행자 - 조현민 수상

### 우수상
- 동아 - 권예지 수상

### 애플시네마 대상
- 찾을 수 없습니다 - 엄하늘 수상

### 애플시네마 우수상
- 공존 - 안종일 수상

### 관객상
- 대자보 - 곽은미 수상

### 애플시네마 베스트피칭상
- 2% - 박재현 수상
- 고놈, 참 힘 좋네 - 정효정 수상

### 국내경쟁
- 찾을 수 없습니다 - 엄하늘
- 종말의 주행자 - 조현민
- 신기록 - 허지은 외 1명
- 당산 - 김건희
- (OO) - 오서로
- 선화의 근황 - 김소형
- 김희선 - 김민주
- 고백 - 정아름
- 환불 - 송예진
- 나운규 프로덕숀 - 윤진
- 컨테이너 - 김세인
- 사냥의 밤 - 장은주
- 안개 너머 하얀 개 - 정승희
- ONE DAY - 남인건
- 동아 - 권예지
- 불온한 검은 피 - 박준석
- 앤트 - 지예원
- 안녕, 곰씨 - 정인혁
- 대자보 - 곽은미
- 철원에서 - 김혜정
- 소리, 공간, 영화에 대한 나름의 연출론 - 이병기
- 자유연기 - 김도영
- 밝은 미래 - 허정재
- 관찰과 기억 - 이솜이
- 학원선생 - 박인아
- 빛나는 물체 따라가기 - 문병진
- 성인식 - 오정민
- 시인의 말실수 - 김주안
- 은명 - 김한라
- 늙은 개 - 최민호
- 갈 곳 없는 - 손현록
- 모래 놀이 - 최초아
- 공존 - 안종일
- 유라 - 김호
- 시체들의 아침 - 이승주

### 배우목격담
- 제 팬티를 드릴게요 - 원하라
- 안나 - 제정모
- 사랑하는 사람의 아이를 낳는다 - 정지윤
- 무슨 말을 할 수 있을까 - 심지환

### 로컬존
- 364일 - 한세하
- 목욕탕 가는 길 - 이상혁
- 김녕회관 - 문재웅
- 장롱면허 - 박근범

### 특별섹션
- 섬 - 이동석
- 제자리, 멀리뛰기 - 남가원
- 인형 - 손현교
- 중고, 폴 - 김은영
- 아무도 알아주지 않는 - 황영
- 그날의 기류 - 옥진주
- 가족오락관 - 김용삼
- 은하비디오 - 김현정

### 미드나잇 시네마
- 존재증명 - 김태윤
- 밤낚시 - 안흥성
- 지옥문 - 김일현
- 컨테이너 - 유우일